# Cherprang Areekul
Cherprang Areekul (tiếng Thái: เฌอปราง อารีย์กุล, phiên âm: Chớp-rang A-ri-cun, sinh ngày 2 tháng 5 năm 1996) là một nữ ca sĩ và diễn viên người Thái Lan gốc Hoa. Cô ra mắt với vai trò trưởng nhóm thuộc thế hệ đầu của nhóm nhạc nữ BNK48
Là sinh viên khoa học tại Trường Cao đẳng Quốc tế-Đại học Mahidol từ năm 2014, cô cũng đã làm trợ lý nghiên cứu và đồng ủy quyền một bài báo nghiên cứu với các giáo sư của mình. Cô đã tham gia nhiều hoạt động khoa học trong và ngoài nước. Vào năm 2019, bức chân dung của cô đã được mang trong một vệ tinh phóng vào không gian.

## Tiểu sử
Cherprang Areekul sinh ngày 2 tháng 5 năm 1996 tại Quận Hat Yai, tỉnh Songkhla, bản thân gia đình cô là người gốc Hoa nên cô có tên gọi khác là Lưu Tú Mẫn (tiếng Trung: 刘秀敏; bính âm: Liu Xiumin). Sau đó, cô và gia đình chuyển đến Bangkok khi mới 5 tuổi trước khi chuyển đến trường cấp 2 Rung Arun. Cô cũng rất yêu thích khoa học và tham gia vào nhiều các thí nghiệm và cuộc thi toán khác nhau. Cherprang đã được giáo viên của mình truyền cảm hứng rất nhiều và cô muốn trở thành nhà khoa học. Ngoài ra, Cherprang cũng là đội trưởng đội cổ vũ và là một tay trống của trường hàng năm.

## Sự nghiệp

### Cùng với BNK48
Cherprang là một fan hâm mộ của AKB48 từ năm 2012 khi xem AKB0048, và khi biết có buổi thử giọng cho BNK48, cô đã ngay lập tức tham dự, trước đó cô từng là Cosplay khá nổi danh vào 2017. Sau khi vượt qua 1357 ứng viên, cô đã lọt vào top 29 chung cuộc và trở thành thực tập sinh của nhóm vào ngày 12/2/2017. Khi BNK48 chính thức ra mắt vào tháng 6 năm 2017, Cherprang được xướng tên là một trong 16 thành viên senbatsu cho đĩa đơn đầu tiên của nhóm- Aitakatta và trở thành trưởng nhóm, nhờ khả năng khả năng lãnh đạo, trí thông minh cao và tinh thần trách nhiệm của cô. Là một trong những thành viên có thể nói tiếng Nhật, Cherprang cũng giúp huấn luyện Rina Izuta, thành viên người Nhật Bản chuyển đến từ AKB48 (sau này chuyển sang nhóm chị em đồng hương CGM48 làm tổng quản).
Vào ngày 24 tháng 12 năm 2017, Cherprang được chọn là thành viên của đội đầu tiên của nhóm, Team BIII
Năm 2019, tại cuộc tổng tuyển cử Senbatsu Sousenkyo cho single thứ 6, cô xếp hạng 1 chung cuộc & được chọn làm Senbatsu Center của nhóm, xuất hiện trong bài hát "Beginner" thuộc đĩa đơn cùng tên
Năm 2020, tại cuộc tổng tuyển cử Senbatsu Sousenkyo cho single thứ 9, cô xếp hạng 2 chung cuộc & nằm trong nhóm Senbatsu, xuất hiện trong bài hát "Heavy Rotation" thuộc đĩa đơn cùng tên
Cherprang xếp thứ 39 chung cuộc tại cuộc tổng tuyển cử AKB48 Single Sekai Senbatsu Sousenkyo lần thứ 53 được tổ chức tại Nhật Bản vào tháng 6. Ước tính số tiền cô ấy mang về (thông qua phiếu bầu) hơn 1 triệu THB (hơn 30.000 USD). Chỉ Cherprang và Praewa Suthamphong (Music- hạng 72) từ BNK48 lọt vào Top 120 Bảng xếp hạng toàn cầu, bản thân cô có mặt trong bài hát Tomodachi janai ka? thuộc single thứ 53- Sentimental Train của AKB48, đồng thời là center biểu diễn bài Koisuru Fortune Cookie cùng các thành viên thuộc AKB48 Group.
Cô là người tham gia sản xuất stage Ganbare! Kenkyuusei tại nhà hát BNK48 vào ngày 24/3/2021.
Ngày 29 tháng 10 năm 2023, cô chính thức tốt nghiệp khỏi BNK48 sau khi tổ chức Concert tốt nghiệp "DEPART'CHER" nhưng vẫn giữ vị trí Tổng quản (Shihainin) của nhóm.
Ngày 02 tháng 6 năm 2025, Cherprang từ chức Tổng quản (Shihainin) của BNK48 sau gần 3 năm giữ chức vụ này để tập trung hoàn toàn vào việc phát triển sự nghiệp cá nhân. Chức vụ này sau đó được kế nhiệm bởi Popper.

### Diễn xuất
Cô tham gia 1 số bộ phim như Homestay- Linh hồn tạm trú (2018), đồng thời xuất hiện trong 2 bộ phim tài liệu của nhóm là BNK48: Girls Don't cry (2018) & BNK48: One Take (2020), cũng như phim truyền hình One Year: The Series (2019) & Cat Radio (2020)

## Đời tư
Vào năm 2013, cô nghiên cứu trong lĩnh vực hóa học thuộc khoa khoa học Cao đẳng quốc tế Đại học Mahidol trong năm thứ hai, và năm thứ ba thì cô được phân công làm trợ lý nghiên cứu. Năm 2017, Cherprang đã tham gia nghiên cứu về "Blue bottle experiment" và công bố nghiên cứu của mình trên tạp chí Khoa học mở của Hiệp hội Hoàng gia Anh vào tháng 11. Khi tốt nghiệp vào năm 2019, cô đứng hạng nhì của cả khóa.

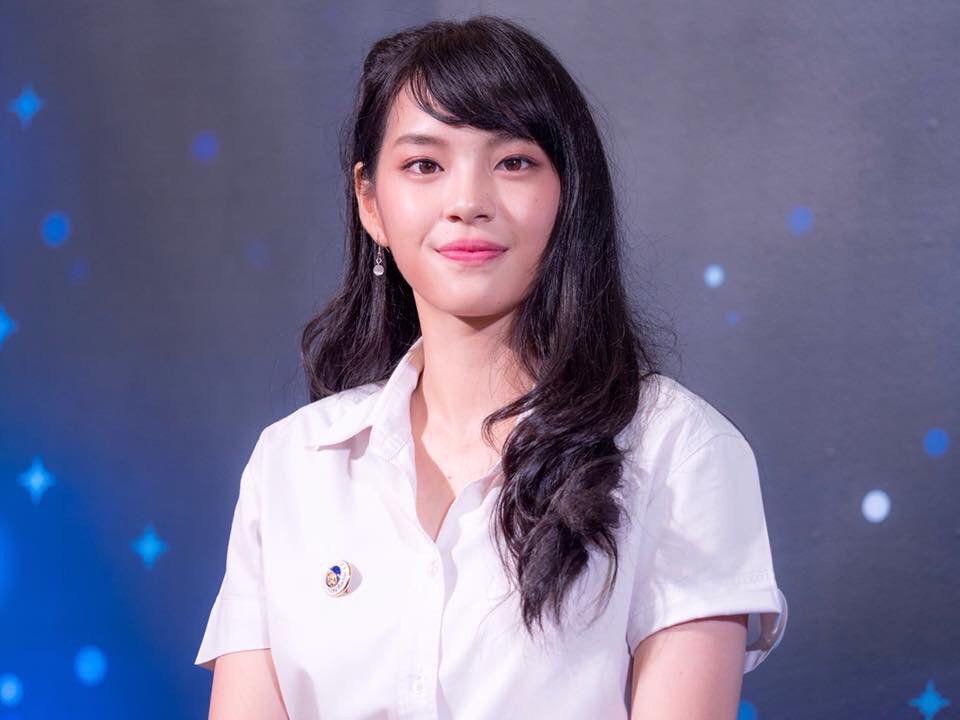
Cherprang dự cuộc hội đàm liên quan đến việc tái hoạt động trạm vũ trụ Thiên Cung 1 vào ngày 29/3/2018

Cherprang vươn lên trở thành ngôi sao, nhưng không được chú ý đến bởi cộng đồng khoa học. Hiệp hội khoa học mở Hoàng Gia (tạp chí khoa học đã công bố nghiên cứu của cô) đã nhận thấy sự gia tăng lượt tìm kiếm sau khi Cherprang ra mắt. Sau đó, họ đã thực hiện 1 cuộc phỏng vấn với Cherprang để tìm hiểu rõ hơn về cô nàng nhạc sĩ- nhà khoa học này.
Do có kiến thức nền tảng về khoa học, cô được mời tham dự nhiều sự kiện học thuật khác nhau, chẳng hạn như cuộc hội đàm liên quan đến việc tái hoạt động trạm vũ trụ Thiên Cung 1 vào ngày 29/3/2018 và lễ kỷ niệm 10 năm Viện nghiên cứu ánh sáng Synchrotron vào ngày 1/6/2018, ở đó bức chân dung của cô được mang theo vệ tinh GISTDA để phóng lên vũ trụ vào năm 2019. Cô cũng đồng hành cùng đội Thái Lan trong cuộc thi FameLab tại Lễ hội Khoa học Cheltenham 2018 và 2019 ở Anh.
Vào năm 2018, Cherprang đã nộp đơn khiếu nại lên Cục Cảnh sát Phòng chống Tội phạm sử dụng Công nghệ cao ở Bangkok với lí do "bảo vệ sự riêng tư" sau khi ai đó chèn hình ảnh dương vật giả vào một trong những bức ảnh trên Instagram của cô. Cherprang thắng kiện và người có tội sẽ phải đối mặt với án tù lên tới 3 năm và/hoặc phạt tiền 200.000 ฿. Đồng thời làm rõ những hành động phạm pháp trong tương lai sau này đều sẽ bị khởi tố.
Cô có buổi phát biểu đặc biệt về 'Cam kết của Thanh niên đối với các Mục tiêu Phát triển Bền vững' tại Đại học Sophia, Nhật Bản vào năm 2019 cùng với các đại diện khác từ  UNESCAP và UNESCO.

## Tầm ảnh hưởng
Cherprang được cho là thành viên nổi tiếng nhất BNK48, cô có nhiều người theo dõi nhất và có nhiều người xếp hàng dài nhất tại các sự kiện bắt tay. Hầu hết các sự kiện lớn và quảng cáo luôn có Cherprang trong đó. Nhiều người coi cô như biểu tượng của BNK48.

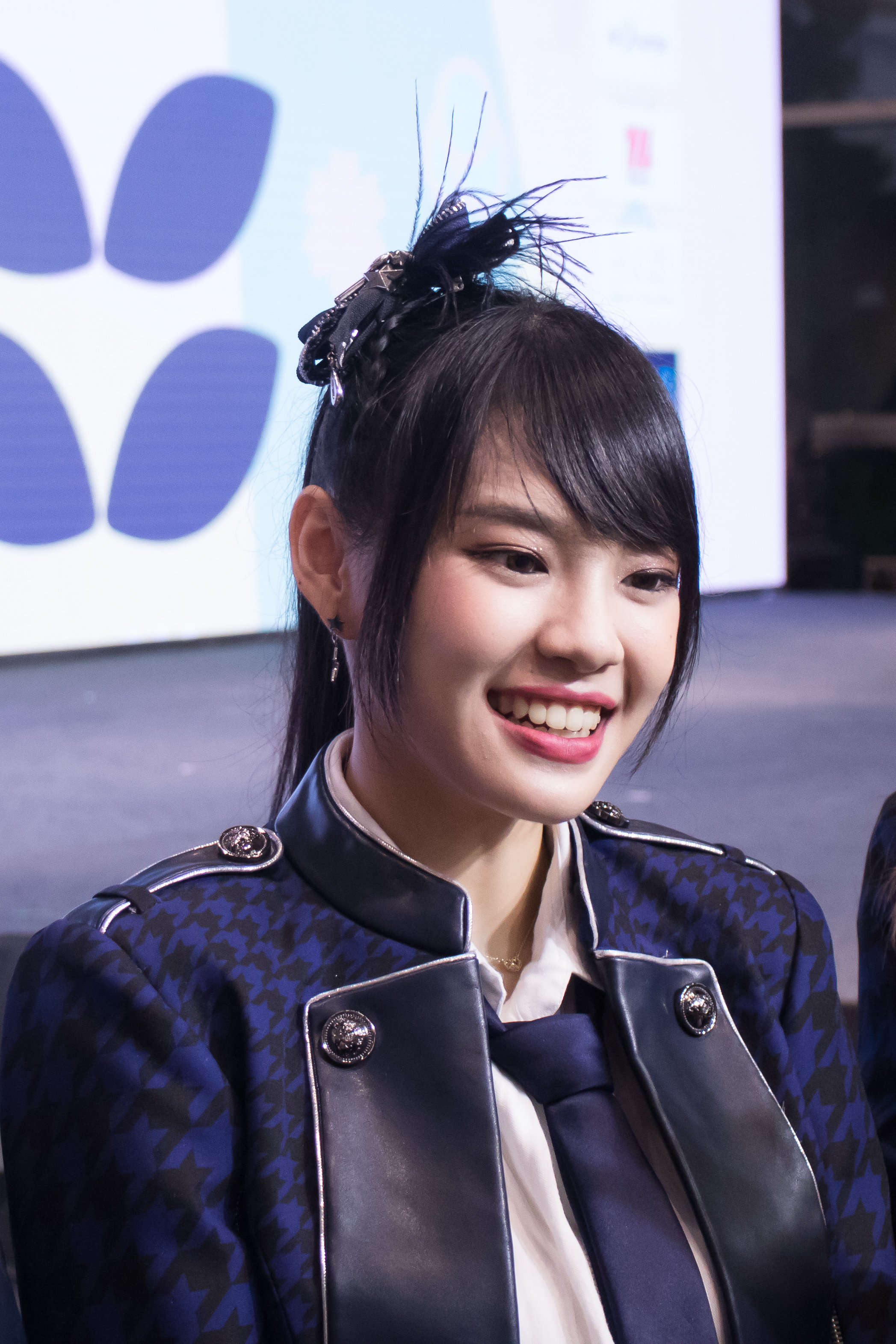
Cherprang biểu diễn cùng BNK48 năm 2018

Khi vùng Đông Bắc Thái Lan bị lũ lụt nghiêm trọng vào tháng 8/2017, 8 bức chân dung có chữ ký của cô và các thành viên BNK48 khác đã được bán đấu giá để gây quỹ cho đồng bào lũ lụt. Chỉ riêng bức ảnh của cô đã thu về 77.000 ฿, và cuộc đấu giá đã thu được tổng cộng 246.000 ฿.

## Danh dự
Ngày 20/9/2017, Cherprang được cựu Phó Thủ tướng Thái Lan Bhichai Rattakul trao tặng giải Rotary club of Chatuchak dành cho trẻ vị thành niên.
Ngày 22/2/2018, Cherprang được Văn phòng Phật giáo Quốc gia Thái Lan phong làm đại sứ Phật giáo cho Ngày Magha Puja. Đến ngày 9/3 cùng năm, Cherprang cùng Kaew và Satchan được công bố là người mẫu tại triển lãm EduLife ở Bangkok, công chúa Thái Lan Soamsawal đã trao giải thương vinh danh họ cùng ngày.
Vào năm 2018, người hâm mộ đã quyên góp tiền để xây dựng thư viện khoa học cùng phòng máy tính tại Trường Ban Pa Daet ở Santi Suk, Nan, Bắc Thái Lan và đặt tên theo tên cô .

## Danh sách phim, đĩa nhạc & chương trình tham gia

### Phim ảnh
| Năm  | Phim                                     | Vai diễn              | Chú thích     |
| ---- | ---------------------------------------- | --------------------- | ------------- |
| 2018 | BNK48: Girls Don't cry .                 | Bản thân              | Phim tài liệu |
| 2018 | Homestay                                 | Prima Wongsuthin (Pi) | Vai chính     |
| 2020 | BNK48: One Take (BNK48: Một lần bấm máy) | Bản thân              | Phim tài liệu |

### Phim truyền hình
| Năm  | Phim                                                       | Vai diễn | Chú thích |
| ---- | ---------------------------------------------------------- | -------- | --------- |
| 2019 | One Year: The Series (365 ngày- Nhà của em, tổ ấm của anh) | Petch    | Vai chính |
| 2020 | Cat Radio                                                  | Bản thân |           |
| TBA  | Bussaba Lui Fai                                            | Lumjuan  | Vai chính |

### Chương trình truyền hình
| Năm  | Phim            | Vai trò  | Chú thích                        |
| ---- | --------------- | -------- | -------------------------------- |
| 2018 | BNK48 Senpai    | Bản thân | Phát sóng trên kênh Workpoint TV |
| 2018 | BNK48 Show      | Bản thân | Phát sóng trên kênh Channel 3    |
| 2019 | Victory BNK48   | Bản thân | Phát sóng trên kênh Workpoint TV |
| 2019 | The Ska X BNK48 | Bản thân | Phát sóng trên Youtube           |

### Cuộc tổng tuyển cử cùng AKB48 Group & BNK48
Cuộc tổng tuyển cử đầu tiên Cherprang dự cùng BNK48 là vào 2019, trong khi với AKB48 Group là vào năm 2018 tại Nhật Bản. Sau đây là kết quả:

#### Tổng tuyển cử BNK48 Senbatsu Sousenkyo
| Phiên bản | Năm  | Xếp hạng | Số phiếu bầu | Vị trí   | Single         | Chú thích                                                         |
| --------- | ---- | -------- | ------------ | -------- | -------------- | ----------------------------------------------------------------- |
| 1         | 2019 | 1        | 84.195       | Senbatsu | Beginner       | Được chọn làm Senbatsu Center, xuất hiện trong bài hát "Beginner" |
| 2         | 2020 | 2        | 71.352       | Senbatsu | Heavy Rotation |                                                                   |

#### Tổng tuyển cử AKB48 Senbatsu Sousenkyo
| Phiên bản | Năm  | Xếp hạng | Số phiếu bầu | Vị trí     | Single            | Chú thích                                              |
| --------- | ---- | -------- | ------------ | ---------- | ----------------- | ------------------------------------------------------ |
| 10        | 2018 | 39       | 26.202       | Next Girls | Sentimental Train | Xuất hiện trong bài hát Tomodachi janai ka? cùng AKB48 |

### Danh sách đĩa nhạc[32]

#### Single của BNK48
| Năm  | Thứ tự | Tên                                        | Vị trí | Chú thích                                                                                |
| ---- | ------ | ------------------------------------------ | ------ | ---------------------------------------------------------------------------------------- |
| 2017 | 1      | Aitakatta -"Yak Cha Dai Phop Thoe"         | A-side | Đồng thời hát "Ko Chop Hai Ru Wa Chop" và"Sam Roi Hoksip Ha Wan Kap Khrueangbin Kradat". |
| 2017 | 2      | Koisuru Fortune Cookie- "Khukki Siangthai" | A-side | Là center trong bài hát "BNK48 (Bangkok48)"                                              |
| 2018 | 3      | Shonichi- "Wan Raek"                       | A-side | Đồng thời hát "Prakai Namta Lae Roiyim" cùng Team BIII.                                  |
| 2018 | 4      | Kimi wa melody - "Thoe Khue Melodi"        | A-side | [ 36 ]                                                                                   |
| 2018 | 5      | "BNK Festival"                             | A-side | Đồng thời hát "Thung Mae Cha Mi Nam Ta".                                                 |
| 2019 | 6      | "Beginner"                                 | A-side | Xếp hạng nhất trong cuộc tổng tuyển cử năm 2019, được chọn làm Senbatsu Center.          |
| 2019 | 7      | "77 no Suteki na Machi e"                  | A-side | Thể hiện bài hát "It's Life" (bài hát solo đầu tiên)                                     |
| 2020 | 8      | "High Tension"                             | A-side |                                                                                          |
| 2020 | 9      | "Heavy Rotation"                           | A-side | Xếp hạng 2 trong cuộc tổng tuyển cử năm 2020                                             |
| 2021 | 10     | D.AAA                                      | A-side |                                                                                          |

#### Album của BNK48
| Năm  | Thứ tự | Tên             | Vị trí | Chú thích                                 |
| ---- | ------ | --------------- | ------ | ----------------------------------------- |
| 2018 | 1      | "River"         | A-side |                                           |
| 2019 | 2      | "Jabaja"        | A-side | Là center trong bài hát "Bye Bye Plastic" |
| 2021 | 3      | "Warota People" | A-side | Thể hiện bài hát "Can you...?"            |

#### Single của AKB48
| Năm  | Thứ tự | Tên                 | Vị trí     | Chú thích                                              |
| ---- | ------ | ------------------- | ---------- | ------------------------------------------------------ |
| 2018 | 53     | "Sentimental Train" | Next Girls | Xuất hiện trong bài hát Tomodachi janai ka? cùng AKB48 |

## Giải thưởng
| Năm  | Tên                                     | Hạng mục                            | Đề cử                                         | Kết quả   |
| ---- | --------------------------------------- | ----------------------------------- | --------------------------------------------- | --------- |
| 2018 | GQ Thailand Men of the Year Awards 2018 | Nhân vật nữ của năm                 | Cherprang Areekul                             | Đoạt giải |
| 2019 | daradaily Awards 8                      | Top Newcoming Girl of the Year 2018 | Cherprang Areekul (phim Homestay)             | Đề cử     |
| 2021 | The 12th Nataraj Award                  | Diễn viên xuất sắc nhất             | Cherprang Areekul (phim One Year: The Series) | Đề cử     |

### Sách
- Soft Power [43][44][45]